# Domenico Maria De Mari
Domenico Maria De Mari (Génova, 1653 – Génova, 1726) foi o 139.º Doge da República de Génova e rei da Córsega.

## Biografia
Filho de Stefano De Mari e de Livia Maria Lercari, nasceu em Génova em 1653. No dia 9 de setembro de 1707 Domenico Maria De Mari foi eleito pelos membros do Grande Conselho como o novo Doge da República de Génova com 374 votos em 596, o nonagésimo quarto na sucessão bienal e o centésimo trigésimo nono na história republicana. A 12 de novembro foi coroado solenemente na Catedral de Génova, na presença do Bispo de Savona Vincenzo Maria Durazzo. Como Doge, ele também foi investido no cargo bienal de rei da Córsega. Domenico Maria De Mari faleceu em 1726.